# Piazza dei Miracoli
Piazza dei Miracoli (tiếng Ý: [ˈpjattsa dei miˈraːkoli]; tiếng Anh: Square of Miracles, có nghĩa là Quảng trường Mầu nhiệm) tên chính thức được gọi là Piazza del Duomo (tiếng Anh: Cathedral Square) là một khu vực có tường bao rộng 8,87 hecta nằm ở Pisa, Toscana, Ý. Đây là một trung tâm quan trọng của nghệ thuật thời Trung Cổ ở châu Âu và là một trong những khu phức hợp kiến trúc bảo quản tốt nhất trên thế giới. Nó được Giáo hội Công giáo coi là một nơi linh thiêng, quảng trường bị chi phối bởi bốn công trình tôn giáo lớn là Nhà rửa tội, Tháp nghiêng, Nhà thờ chính tòa và Nghĩa trang kỷ niệm Pisa. Một phần quảng trường được lát đá và một phần là bãi cỏ, Piazza dei Miracoli cũng là nơi có Ospedale Nuovo di Santo Spirito (Bệnh viện mới của Chúa Thánh thần), nhà bảo tàng Sinopias (tiếng Ý: Museo delle Sinopie) và Bảo tàng Nhà thờ (tiếng Ý: Museo dell'Opera del Duomo)
Piazza dei Miracoli là tên được đặt ra bởi nhà văn nổi tiếng Gabriele d'Annunzio, trong cuốn tiểu thuyết của ông Forse che sì forse che no (1910) đã mô tả quảng trường "Prato dei Miracoli" hoặc "Đồng cỏ màu nhiệm". Quảng trường đôi khi được gọi là Campo dei Miracoli (Cánh đồng Màu nhiệm). Năm 1987, toàn bộ khu phức hợp quảng trường này đã được UNESCO công nhận là Di sản thế giới